# عمار عبد الله
عمار عبد الله (12 أغسطس 1991) لاعب كرة قدم بحريني يلعب حاليا لصالح نادي الدرجة الأولى الرفاع الشرقي البحريني في مركز المهاجم من 2009.

## الإنجازات
- كأس ملك البحرين (1): 2014